# Malacomys cansdalei
Rat des marais de Cansdale
Espèce
Statut de conservation UICN

 LC  : Préoccupation mineure
Malacomys cansdalei est une espèce de rongeurs de la famille des Muridae. 

## Répartition, habitat
Cette espèce se rencontre en Côte d'Ivoire et au Ghana. Sa présence est incertaine au Liberia. Son habitat naturel est constitué de forêts de plaine subtropicales ou tropicales humides.

## Systématique
L'espèce Malacomys cansdalei a été décrite en 1958 par le mammalogiste britannique William Frank Harding Ansell (d) (1923-1996).

## Étymologie
Son épithète spécifique, cansdalei, lui a été donnée en l'honneur du zoologiste britannique George Soper Cansdale (1909–1993).

## Publication originale
- (en) W. F. H. Ansell, « Four new African rodents », Annals and Magazine of Natural History, Londres, Taylor & Francis, vol. 1, no 5,‎ mai 1958, p. 337-344 (ISSN 0374-5481, OCLC 1481361, DOI 10.1080/00222935808650958). [4]